# Magyar Futsal Akadémia
A Magyar Futsal Akadémia egy magyar futsalklub Budapestről, amely a magyar futsalbajnokság első osztályában szerepel. A csapat 2021-ben alakult meg a Cső-Montage BFC-ből.

## Csapat 2025/26

### Játékosok[1]
| #  | Ország | Név                 |
| -- | ------ | ------------------- |
| 1  | HUN    | Nyerges András (K)  |
| 2  | HUN    | Klacsák Bence       |
| 3  | HUN    | Papp László Ábel    |
| 4  | HUN    | Kádár Máté          |
| 5  | HUN    | Módly Márk Balázs   |
| 6  | HUN    | Véghelyi Balázs     |
| 7  | HUN    | Nguyen Nhat Duy     |
| 8  | HUN    | Szabó Koppány Gábor |
| 10 | HUN    | Tarpai Gyula Dániel |
| 11 | HUN    | Módly Dominik Máté  |
| 12 | HUN    | Tóth Barnabás (K)   |
| 13 | HUN    | Bokor Gergő         |
| 14 | HUN    | Szabó Dávid (C)     |
| 15 | HUN    | Papp-Kálmán Farkas  |
| 16 | HUN    | Kiss Csaba Ákos     |
| 19 | HUN    | Szabó Bence Gergő   |
|    | HUN    | Domokos Ágoston (K) |
|    | HUN    | Fábián Tamás        |
|    | HUN    | Joó Marcell Bálint  |

### Szakmai stáb[2]
| Kinevezés  | Ország | Név              |
| ---------- | ------ | ---------------- |
| Elnök      | HUN    | Márkus Ákos      |
| Vezetőedző | HUN    | Boznánszky Gábor |
| Másodedző  | HUN    | Tóth Miklós      |
| Masszőr    | HUN    | Kiss Krisztina   |

## Eredmények

### Helyezések a bajnokságban
| Szezon    | Bajnokság neve                      | Helyezés |
| --------- | ----------------------------------- | -------- |
| 2021/2022 | Férfi Futsal NB II. Nyugati csoport | 1.       |
| 2022/2023 | Férfi Futsal NB I.                  | 9.       |
| 2023/2024 | Férfi Futsal NB I.                  | 9.       |
| 2024/2025 | Férfi Futsal NB I.                  | 10.      |